# Bella Lucio!
Bella Lucio! è un album tributo dedicato al cantautore italiano Lucio Dalla, inciso da vari artisti appartenenti alla scena hip hop italiana e pubblicato il 25 settembre 2015 dalla Sony Music.

## Descrizione
Prodotto da Franco Godi, l'idea dell'album è nata da Marcello Balestra, amico di vecchia data di Lucio Dalla, e contiene dieci tra i brani più popolari del cantautore rivisitati in chiave hip hop da vari artisti come Clementino, Emis Killa, Moreno, Rocco Hunt e Mondo Marcio, il cui suo brano Mentre scrivo (rivisitazione di Balla balla ballerino) è stato estratto come unico singolo l'11 settembre 2015.
Nel disco è inoltre presente una bonus track, ovvero L'impresa eccezionale degli Articolo 31, pubblicata già nel 1996 all'interno del loro album Così com'è e basata sul brano Disperatoerotico stomp di Dalla.

## Tracce
1. Mentre scrivo (Balla balla ballerino - Mondo Marcio feat. Lucio Dalla) – 3:31
2. Solo per me (Henna - Ghemon feat. Lucio Dalla) – 3:33
3. Una lacrima (Cosa vuol dire una lacrima - Rocco Hunt feat. Lucio Dalla) – 3:44
4. Stelle nel flipper (Anna e Marco - Emis Killa feat. Lucio Dalla) – 3:11
5. Profondo (Come è profondo il mare - Ensi feat. Lucio Dalla) – 2:57
6. Sotto lo stesso cielo (Caruso - Clementino feat. Lucio Dalla) – 4:07
7. Un mondo piccolo così (Attenti al lupo - Moreno feat. Lucio Dalla) – 3:02
8. Vorrei (Tu non mi basti mai - Raige feat. Loretta Grace e Lucio Dalla) – 3:32
9. Sdraiato su una nuvola (Se io fossi un angelo - Two Fingerz feat. Lucio Dalla) – 3:05
10. Come Nuvolari (Nuvolari - Siamesi Brothers feat. Lucio Dalla) – 4:18

Traccia bonus
1. L'impresa eccezionale (Disperatoerotico stomp - Articolo 31 feat. Lucio Dalla) – 4:42

## Formazione
Musicisti
- Lucio Dalla – voce
- Mondo Marcio – voce (traccia 1)
- Ghemon – voce (traccia 2)
- Rocco Hunt – voce (traccia 3)
- Emis Killa – voce (traccia 4)
- Ensi – voce (traccia 5)
- Clementino – voce (traccia 6)
- Moreno – voce (traccia 7)
- Raige – voce (traccia 8)
- Loretta Grace – voce aggiuntiva (traccia 8)
- Two Fingerz – voce (traccia 9)
- Siamesi Brothers – voce (traccia 10)
- Articolo 31
  - J-Ax – voce (traccia 11)
  - DJ Jad – strumentazione (traccia 11)

Produzione
- Franco Godi – produzione
- Mondo Marcio – produzione (traccia 1)
- Marco Olivi, Ghemon – produzione (traccia 2)
- Deleterio – produzione (traccia 3)
- Don Joe – produzione (traccia 4)
- Fritz da Cat – produzione (traccia 5)
- Shablo – produzione (traccia 6)
- Takagi & Ketra – produzione (traccia 7)
- Big Fish – produzione (traccia 8)
- Two Fingerz – produzione (traccia 9)
- Esa – produzione (traccia 10)

## Classifiche
| Classifica (2015) | Posizione massima |
| ----------------- | ----------------- |
| Italia            | 2                 |